# کف کوانتومی
کف کوانتومی یا کف فضا-زمانی (انگلیسی: Quantum foam) مفهومی در مکانیک کوانتومی است که در سال ۱۹۵۵ میلادی توسط جان ویلر ارائه شد. کف، به عنوان بنیاد ساخت گیتی تعریف شده‌است.
در مکانیک کوانتومی، اصل عدم قطعیت هایزنبرگ به انرژی اجازه می‌دهد تا به صورت مختصر به ذره و پادذره تبدیل شده و دوباره با فرایند نابودی به انرژی بدل بشود بدون آنکه قوانین پایستگی را خدشه‌دار کند. هرچه فضا و زمان در مقیاس کوچکتری مورد کاوش قرار می‌گیرند، انرژی این ذرات که به ذره مجازی اشتهار دارند افزایش می‌یابد. ترکیب این مشاهدات با نظریهٔ نسبیت عام آلبرت اینشتین ماهیتی کفین به فضازمان می‌بخشد.

## زمینه
با یک نظریه ناقص از گرانش کوانتومی ، غیرممکن است که با اطمینان بفهمیم فضازمان در مقیاسهای کوچک چگونه به نظر برسد. با این حال ، هیچ دلیلی وجود ندارد که فضا را به‌طور اساسی هموار کند. این امکان وجود دارد که در عوض ، در یک تئوری کوانتومی از گرانش ، فضازمان مکانی شامل بسیاری از مناطق کوچک و در حال تغییر باشد که در آن فضا و زمان مشخص نیستند ، اما به صورت فوم مانند نوسان می کنند.
ویلر اظهار داشت که اصل عدم قطعیت هایزنبرگ ممکن است حاکی از آن باشد که در مسافت های کوچک و فاصله های کوتاه زمانی ، نوسانات فضا به قدری بزرگ خواهد بود که سبب شود فضازمان از حالت صاف خود فاصله گرفته و یک شخصیت "فوم مانند" داشته باشد.

## نتایج تجربی
در سال 2009 ، دو تلسکوپ MAGIC مشاهده کردند که در بین فوتون های پرتوی گاما که از بلیزر مارکاراریان 501 (Markarian 501) وارد می شوند ، برخی فوتون ها در مقادیر مختلف انرژی در زمان های مختلفی می رسند که نشان می دهد برخی از فوتون ها کندتر حرکت کرده اند. این مسئله در تضاد با نظریه نسبیت عام (که بیان می کند سرعت نور ثابت است) می باشد. این اختلاف را می تواند با نامنظم بودن کف کوانتومی توضیح داد. با این حال آزمایش های جدیدتر قادر به تأیید تغییر در سرعت نور به دلیل دانه ای بودن فضا نبودند.